# Maeda Toshiie
Maeda Toshiie (前田 利家?   15 de enero de 1539 - 27 de abril de 1599) fue uno de los principales generales de Oda Nobunaga desde la era Sengoku del siglo XVI hasta el período Azuchi-Momoyama. El rango más alto que recibió de la corte fue el de Dainagon, o Gran Consejero.

## Biografía
Nació en la provincia de Owari, como el cuarto hijo del samurái Maeda Toshimasa. Toshiie sirvió al clan Oda desde su infancia y su lealtad fue recompensada al permitírsele ser el líder del clan Maeda, distinción inusual para el cuarto hijo de una familia, en especial cuando sus hermanos mayores no tenían defectos notables. Se cree que se hizo amigo de Kinoshita Tokichiro (más tarde conocido como Toyotomi Hideyoshi) en su juventud. Así como Hideyoshi era conocido como Saru, 猴 o "mono", se dice que Toshiie era llamado Inu, 犬 o "perro" por Oda Nobunaga. Debido a la creencia de que los perros y los monos nunca son amigables entre sí, Toshiie es a menudo representado como austero y honesto, en contraste con la naturaleza locuaz y despreocupada de Hideyoshi.
Toshiie empezó su carrera militar como miembro de la akahoro-shū (赤母衣衆), la unidad bajo el mando personal de Nobunaga. Después se convirtió en capitán de infantería (ashigaru taishō 足軽大将) en el ejército del clan Oda. Durante su carrera Toshiie conoció a muchas figuras importantes, como Sassa Narimasa, Akechi Mitsuhide y Takayama Ukon, entre otros. También era rival de Tokugawa Ieyasu. Tras derrotar al clan Asakura, Maeda peleó junto a Shibata Katsuie en la región de Hokuriku. Eventualmente se le entregó un feudo que comprendía las provincias de Noto y provincia de Kaga; esta última provincia a pesar de su pequeño tamaño, era altamente productiva.
Tras el asesinato de Nobunaga en el templo Honno por Akechi Mitsuhide, y la subsiguiente derrota de Mitsuhide a manos de Hideyoshi, peleó contra este último bajo el comando de Shibata Katsuie en la Batalla de Shizugatake. Cuando Shibata fue derrotado, Toshiie pasó al servicio de Hideyoshi y se convirtió en uno de sus principales generales. Hideyoshi, antes de su muerte en 1598, nombró a Toshiie como parte del consejo de los Cinco Regentes para que cuide a su hijo Toyotomi Hideyori hasta que esté lo suficientemente mayor como para encargarse del clan por sí solo. Sin embargo, Toshiie falleció apenas un año después de su nombramiento, y fue reemplazado por su hijo Toshinaga.
- Datos: Q1196817
- Multimedia: Maeda Toshiie / Q1196817